# Ettlingenweier
Ettlingenweier ist seit der Eingemeindung 1974 ein Ortsteil von Ettlingen im Landkreis Karlsruhe in Baden-Württemberg.

## Geschichte
Das Gebiet Ettlingenweiers war, wie sich aus entsprechenden Funden ergibt, bereits in römischer Zeit während des ersten Jahrhunderts nach Christi Geburt besiedelt.
Ettlingenweier wird um 1100 im Rahmen einer Schenkung an das Kloster Hirsau erstmals urkundlich erwähnt. Im Laufe des Mittelalters wechselte der Besitz an dem Ort, bis er über die Grafen von Eberstein zur Markgrafschaft Baden kam.
Aus Gründen der Verwaltungsvereinfachung wurde unter den Markgrafen von Baden 1307 aus Ettlingenweier, Bruchhausen und Oberweier der Stab Weier gebildet. Der Stab bestand als Gerichts- und Markgenossenschaftsbezirk etwa 500 Jahre und wurde von Ettlingenweier durch Schultheiß und Gericht geführt. 1809 erfolgte im Zuge der Staats- und Verwaltungsreform im Großherzogtum Baden die polizeiliche Trennung der zum Stab Weiler gehörenden Gemeinden. Die administrative Trennung in die Teilortschaften folgte dann 1822.
Am 1. Oktober 1974 wurde Ettlingenweier durch Eingemeindungsvertrag im Zuge der Kommunalreform in Ettlingen eingemeindet.

### Etymologie
Der ursprüngliche Name besteht aus dem Personennamen "O(u)wo" und dem Wort Weiler. Dies deutet auf eine Gründung durch einen Adligen namens Ouwo, als Aussiedlung von Ettlingen im 7. Jahrhundert  zur Zeit der Fränkischen Landnahme hin.

### Frühere Schreibweisen
Frühere Schreibweisen des Ortes aus diversen historischen Karten und Urkunden:
| - 1110 „Owenswiler“ - 1292 „Owiswirle“ - 1258 „Unswirle“ - 1370 „Uswirle by Ettlingen“ - 1404 „wilre by Ettelingen“ - 1516 „Underwyer“ - 1532 „Ettlingenwyher“ |

### Wappen
| Wappen von Ettlingenweier | Blasonierung: „In Silber ein blauer Abtsstab, begleitet von zwei blaubesamten Rosen mit grünen Kelchblättern.“ |
| Wappen von Ettlingenweier | Wappenbegründung: Im Rahmen der Bereinigung der badischen Gemeindesiegel 1902 schlug das Generallandesarchiv dieses Wappenbild vor, das dann auch im selben Jahr übernommen wurde. Der Krummstab soll auf den alten Besitz der Klöster Reichenbach und Frauenalb im Ort hinweisen. Die ebersteinischen Rosen sollten auf die Herren von Eberstein hinweisen, die irrtümlich als historische Ortsherren angesehen wurden. Dieses Wappen wird seit 1902 geführt. |

## Bildung
In Ettlingenweier befindet sich die Erich-Kästner-Grundschule Ettlingenweier und der katholische Kindergarten St. Elisabeth.
Das zweieinhalbgeschossige Sandsteingebäude der Schule mit zwei großen Klassenräumen und einer geräumigen Lehrerwohnung im Obergeschoss wurde am 6. Juni 1909 feierlich eingeweiht. Zu verdanken hatte die Gemeinde diesen Schulhausneubau der testamentarischen Verfügung der Witwe Maria Blasel. Ihre Stiftung von 40 000 Mark ermöglichte es der Gemeinde Ettlingenweier in den Jahren 1908 und 1909 die dringend benötigte Schule zu erbauen. Die ursprüngliche Idee, dem Gebäude den Namen ihrer Gönnerin zu geben, wurde nicht umgesetzt. Stattdessen erhielt die Straße den Namen ihres Ehemannes: Georg-Blasel-Straße.
In den Jahren 1958 und 1974 wurden auf Grund der stark gestiegenen Schülerzahlen weitere Gebäude und eine Turnhalle errichtet. Ihr heutiger Name wurde der Erich Kästner-Schule in einem feierlichen Festakt am 7. Juni 1975 verliehen.

## Kirche
Im Jahre 1150 wurde die Kirche St. Dionysius erstmalig urkundlich erwähnt. Die Kirche wurde St. Dionysius geweiht, einem Märtyrer des 3. Jahrhunderts, Missionar in Gallien und erster Bischof von Paris.
Die damalige einschiffige gotische Dorfkirche diente bis ins Jahr 1788 als Gotteshaus. Dann wurde sie bis auf die Turmwände abgerissen und die Verstorbenen, die zuvor im umliegenden Gottesacker beerdigt wurden, werden seitdem auf dem neu angelegten Friedhof beigesetzt.
Die vorgelegten Pläne von Barockbaumeister Ignaz Krohmer für einen Neubau waren den Bürgern von Ettlingenweier aber zu kostspielig. Deshalb erhielt der vereinfachte Entwurf von Maurermeister Jakob Ulrich Zustimmung. Die Vollendung des Neubaus konnte 1788 abgeschlossen werden.
Schon einige Jahrzehnte später, nach der Reichsgründung 1870 und dem damit verbundenen Aufschwung Ende des 19. Jahrhunderts, war die bis dahin einfache Barockkirche wiederum zu klein. In den Jahren 1903–1906 wurde die Kirche nach Plänen des Erzbischöflichen Bauamtes Karlsruhe durch den Anbau von drei halbkreisförmigen Konchen erweitert und erhielt damit ihre heutige Gestalt. Der Hochaltar entstand 1731 und hatte zuvor seinen Platz in der Ettlinger Schloßkapelle. Die Orgel, Baujahr 1741, ist eine Stiftung aus Frauenalb. Aus der Kirche Kuppenheim stammt die um 1760 entstandene Kanzel. Lediglich die Seitenaltäre wurden direkt für die Kirche Ettlingenweier gefertigt.
Eine komplette Renovation der Kirche gelang im Jahr 1974. Der Plan sah vor, im Sinne der erneuerten Liturgie des zweiten Vatikanischen Konzils, den Opferaltar dem Kirchenraum unmittelbar zuzuordnen und so die Gemeinschaft zwischen Priester und Gemeinde sichtbar zu machen. Die Restauration der figürlich und dekorativen Bemalung von 1906 fand unter großem Aufwand statt. Im Zeitraum von 1974 bis 1977 wurde der hölzerne Bodenbelag entfernt, bereits vorhandene Marmorplatten gereinigt und neu verlegt. Während des Zeitraumes erfolgten noch weitere Erneuerungen und Restaurationen, sowohl im Innen- als auch im Außenbereich der Kirche.
Die Pfarrkirche verfügt über ein vierstimmiges Geläut der Glockengießerei Kurtz aus Stuttgart. Die Glocke 2 wurde im Jahr 1948 gegossen, dazu kamen im Jahr 1955 die Glocken 3 und 4 und zuletzt 1958 die große Glocke 1.

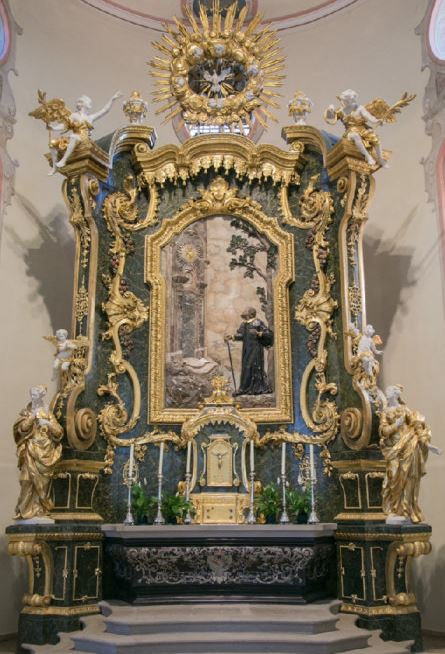
Hochaltar aus der Ettlinger Schloßkapelle
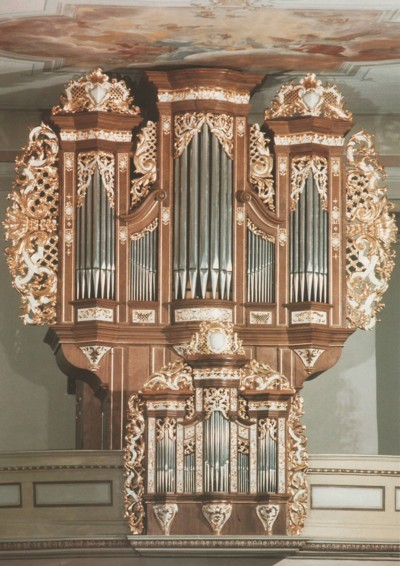
Orgel aus Frauenalb
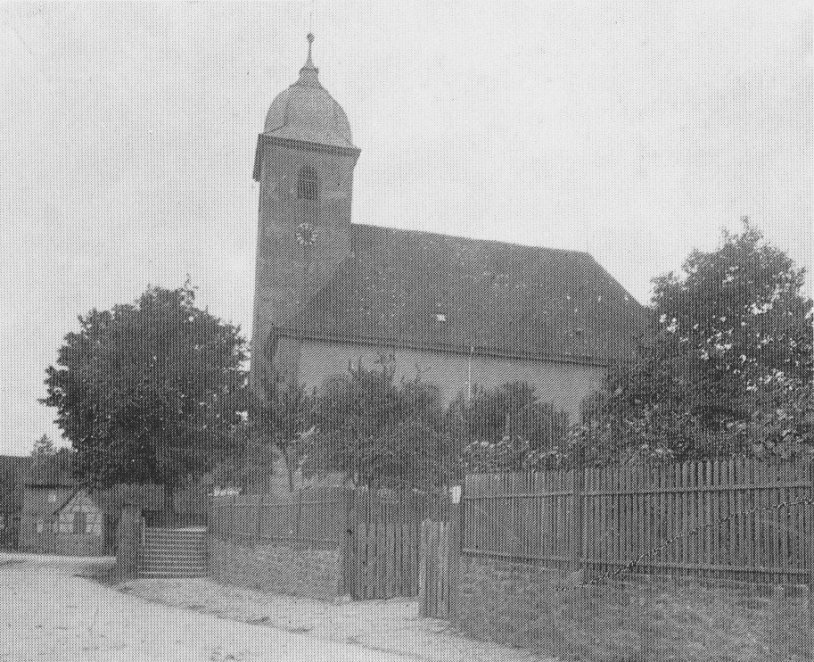
Zustand um 1904

## Vereinsleben
Im sportlichen Bereich bestehen der Turnverein Ettlingenweier, der TTV Ettlingenweier 1980 e.V. (Tischtennis) und der Fußballverein Ettlingenweier 1909 e.V.
An kulturell ausgerichteten Vereinen findet sich in dem Stadtteil der Gesangverein Frohsinn Ettlingenweier (stillgelegt) und der Musikverein Ettlingenweier e.V.
An politischen Vereinigungen finden sich der Ortsverband der CDU Ettlingenweier und der Ortsverein der SPD Ettlingenweier/Oberweier.
Zu finden ist noch der kirchliche Cäcilienverein Ettlingenweier. Das Deutsche Rote Kreuz verfügt in Ettlingweier über einen Ortsverein und die Freiwillige Feuerwehr Ettlingenweier sorgt für den Brandschutz und die allgemeine Hilfe.
Zu nennen ist auch die GroKaGe Ettlingenweier 1951 e.V. und der Obst- und Gartenbauverein Ettlingenweier, sowie der VdK Ettlingenweier.
Ferner besteht die ARGE Ettlingenweierer Vereine.
Als Verein zur Förderung des öffentlichen Gesundheitswesens wurde 2009 der Verein Aktiv-gegen-Muko e.V. gegründet.